# Coenonympha epiphilea
Coenonympha epiphilea är en fjärilsart som beskrevs av Hans Rebel 1910. Coenonympha epiphilea ingår i släktet Coenonympha och familjen praktfjärilar. Inga underarter finns listade i Catalogue of Life.